# Lecidea brodoana
Lecidea brodoana är en lavart som beskrevs av Hertel & Leuckert. Lecidea brodoana ingår i släktet Lecidea och familjen Lecideaceae.   Inga underarter finns listade i Catalogue of Life.